# ALPEN BLICK Resort
ALPEN BLICK Resort（アルペンブリックリゾート）は、新潟県妙高市関川にあるリゾート施設。

## 概要
妙高戸隠連山国立公園内にあり、妙高山の裾野に位置している。
天然温泉かけ流しの露天風呂を備えたホテルをはじめ、冬季はスキー場、夏季はMTBパークやグランピング施設など、季節を問わず楽しむことができる荒井アンドアソシエイツ株式会社が運営・管理を行っているリゾート施設。
また、施設内でビール（妙高高原アルペンブリックビール）製造を行っている。

## 施設
- ホテルアルペンブリック - ホテル
- HaneumaVillage808（ハネウマビレッジハチマルハチ） - トレーラーハウス型ホテル
- 池の平温泉アルペンブリックスキー場 - スキー場
- アルペンブリックMTBパーク - マウンテンバイクコース
- タトラ館 - ブルワリーを備えたレストラン
- アルペンブリックスパ - 温泉施設